# بورفوردفيل (ميزوري)
بورفوردفيل (بالإنجليزية: Burfordville)‏ هي إحدى المجتمعات الفردية (غير مصنفة) في ولاية ميزوري في الولايات المتحدة الأمريكية.